# Shorea robusta
Shorea robusta, també coneguda com a śāl, sakhua o arbre shala, és una espècie d'arbre dins la família Dipterocarpaceae. És una planta nativa del subcontinent indi. Sovint domina en el bosc. Al Nepal, es troba principalment a la regió Tarai (Nepal). L'arbre Sal pot arribar a fer 30 m d'alt. En les zones més humides és un arbre de fulles persistents, en les zones més seques és caducifoli, sense fulles durant l'estació seca

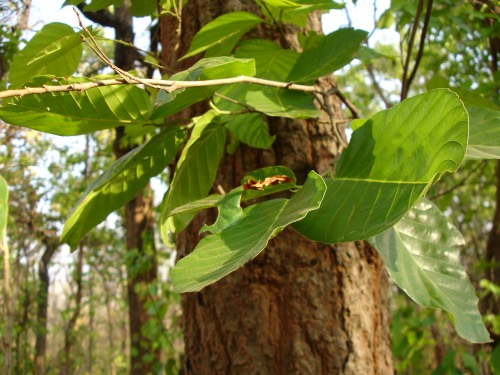
Arbre Sal a Chhattisgarh, Índia

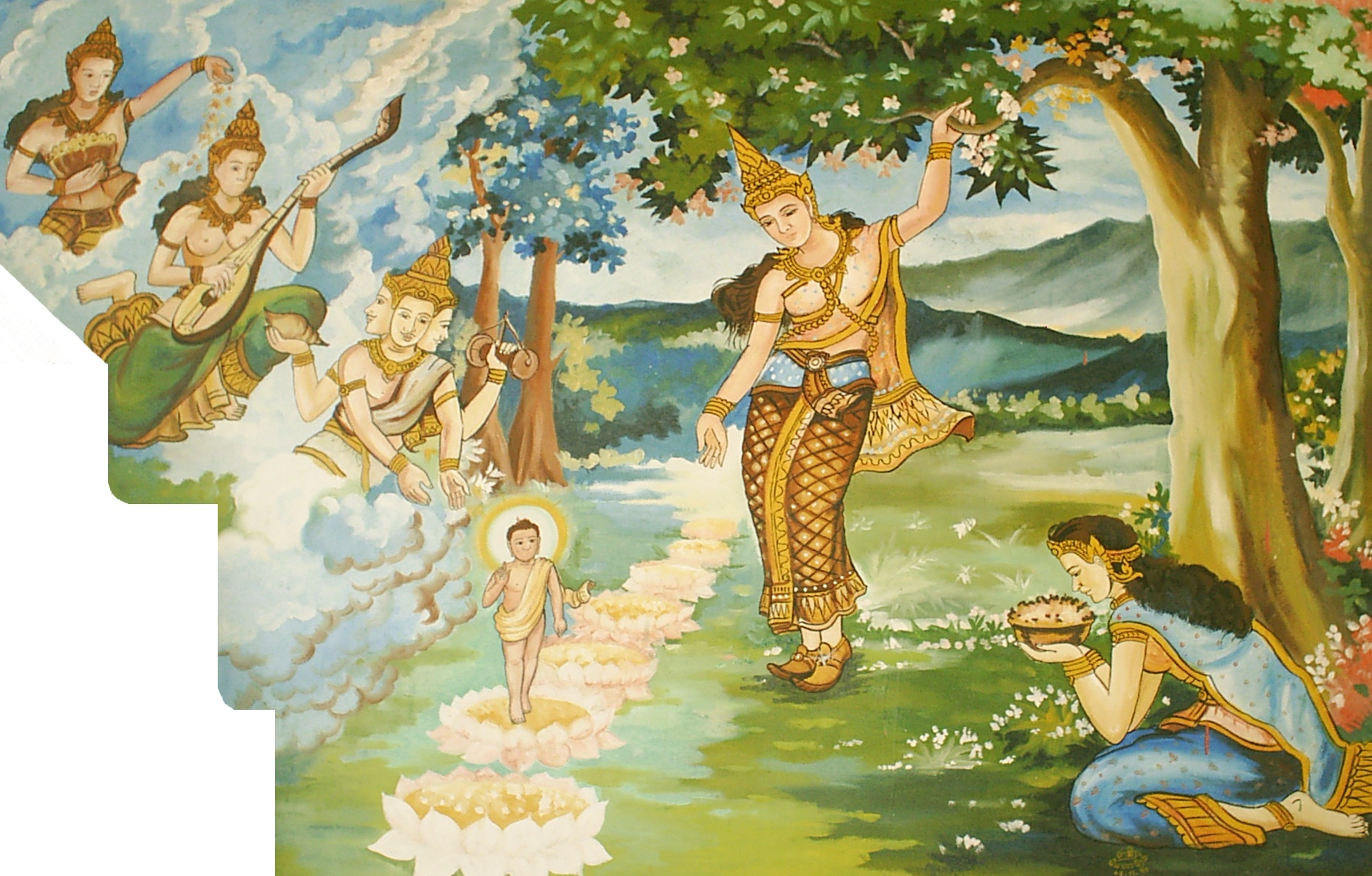
La reina Māyā parint Buda

En la tradició hindú, aquest arbre és el preferit per Vishnu. El seu nom shala, shaal o sal, prové del sànscrit (शाल, śāla, literalment "casa"). Sovint aquest arbre es confon amb l'arbre ashoka (Saraca indica)En la tradició del Budisme, la Reina Māyā de Sakya infanta Siddharta Gautama sota un arbre sal o un arbre asoka al jardí de Lumbini, al Nepal

L'arbre sal proporciona una fusta dura que es torna fosca amb l'exposició. La seva fusta és resinosa i duradora especialment adequada per a fer portes i finestres. Les fulles seques fan el patravali i el plats paan gol gappa, etc. Al Nepal, amb les fulles fan els plats anomenats "tapari", "doona" i "bogata" on es serveix l'arròs i el curri. La resina de l'arbre sal es fa servir com una medicina Ayurveda astringent. De les llavors se n'extreu un oli vegetal de shorea que un cop refinat, serveix per cuinar.